# Emily deRiel
Emily deRiel (n. 12 noiembrie 1974, Boston, Massachusetts, SUA) este o sportivă ce a reprezentat Statele Unite ale Americii, medaliată olimpică. A participat la o ediție a Jocurilor Olimpice (2000) în care a câștigat o medalie de argint.

## Participări
Lista de mai jos prezintă principalele competiții la care a participat Emily deRiel de-a lungul carierei.
- modern pentathlon at the 2000 Summer Olympics – women's[*]